# شهرستان جنسی (میشیگان)
شهرستان جنسی (به انگلیسی: Genesee County) یک منطقهٔ مسکونی در ایالات متحده آمریکا است که در میشیگان واقع شده‌است. شهرستان جنسی ۱٬۶۸۳٫۵ کیلومتر مربع مساحت دارد.